# Antal Pruha
Antal Pruha (16 dicembre 1897 – 29 settembre 1973) è stato un calciatore ungherese, di ruolo centrocampista.

## Carriera

### Nazionale
Ha collezionato 3 presenze con la maglia della Nazionale.